# François Fagel (1659-1746)
François Fagel (Den Haag, 20 december 1659 - aldaar, 4 oktober 1746) was een Nederlands ambtenaar. Hij was de langst zittende griffier van de Staten-Generaal in de Nederlandse geschiedenis.

## Familie
Fagel, lid van de familie Fagel, was een zoon van Hendrik Fagel (1617-1690), griffier van de Staten-Generaal, en Margaretha Rosa. Hij trouwde met Elisabeth van Slingelandt (1671-1695), zij overleed in het kraambed. Hun enige dochter overleed op twintigjarige leeftijd. Zijn vrouw was een zuster van Simon van Slingelandt, onder meer secretaris van de Raad van State, later raadpensionaris.

## Loopbaan
Fagel studeerde rechten en werd na zijn studie, in 1680, aangesteld als commies bij de Staten-Generaal. Vanaf 1685 was hij tweede griffier, naast zijn vader Hendrik en vanaf 1690 enig griffier van de Staten-Generaal. In totaal was hij 64 jaar in dienst van de Staten-Generaal. Hoewel hij geen politicus was, speelde hij een belangrijke rol, met name tijdens het Tweede Stadhouderloze Tijdperk. Hij wordt met raadpensionaris Anthonie Heinsius, thesaurier-generaal Jacob Hop en zijn zwager Simon van Slingelandt gerekend tot de leidende figuren in die tijd. In 1737, niet lang na het overlijden van Van Slingelandt, verzocht Fagel om zijn ontslag, maar hij kreeg het verzoek aan te blijven. Pas in 1744, dan al over de 80 jaar, kreeg hij zijn ontslag. Hij bekleedde het ambt 54 jaar, waarmee hij de langstzittende griffier van de Staten-Generaal is, zowel onder de Republiek, als onder het Koninkrijk der Nederlanden. Hij overleed twee jaar na zijn terugtreden. Als griffier werd hij opgevolgd door oomzegger Hendrik Fagel (1706-1790) die op zijn beurt het griffierschap 46 jaar bekleedde. Samen hadden François en Hendrik het griffierschap van de Staten-Generaal dus 100 jaar in handen.
Fagel was een verzamelaar van kunst en had een grote collectie penningen. Hij droeg ook bij aan de groei van de particuliere bibliotheek van de familie Fagel die zich nu als Collectie Fagel in de Trinity College Library in Dublin bevindt. Fagel woonde aan het Noordeinde in Den Haag en liet zijn huis in 1707 door Daniël Marot verbouwen. De 'Koepel van Fagel', een deel van de voormalige woning, is nu onderdeel van de tuin van Paleis Noordeinde.